# Chrysso scintillans
Chrysso scintillans là một loài nhện trong họ Theridiidae.
Loài này thuộc chi Chrysso. Chrysso scintillans được Tord Tamerlan Teodor Thorell miêu tả năm 1895.